# Габела III (Кротоне)
Габела III је насеље у Италији у округу Кротоне, региону Калабрија.
Према процени из 2011. у насељу је живело 16 становника. Насеље се налази на надморској висини од 3 м.